# Бугров, Иван Гурьевич
Ива́н Гу́рьевич Бугро́в (13 [26] августа 1909, Москва — 11 августа 1992, Челябинск) — советский военнослужащий, участник Великой Отечественной войны, полный кавалер ордена Славы, разведчик; командир отделения взвода разведки; командир взвода пешей разведки 83-го гвардейского стрелкового полка 27-й гвардейской стрелковой дивизии 8-й гвардейской армии.

## Биография

Мемориальная доска Бугрову И. Г. (Челябинск).

Родился 13 августа 1909 года в Москве. Окончил 10 классов, а в 1927 году — 2-й курс Теплотехнического института имени Рамзина. Работал слесарем-лекальщиком на московском автомобильном заводе. До 1927 года — ведущий футболист московского спортивного клуба «Торпедо», член сборной футбольной команды Москвы.
В 1927-32 годах служил в Военно-Морском Флоте на подводной лодке. С 1936 года жил в городе Челябинск. Будучи тренером футбольной команды спортивного общества «Динамо», способствовал развитию футбола в Челябинске.
В Красную Армию призван в июне 1941 году Советским райвоенкоматом города Челябинска. На фронте в Великую Отечественную войну с января 1942 года. Воевал на Западном, Сталинградском, Юго-Западном, 3-м Украинском и 1-м Белорусском фронтах.
Разведчик 83-го гвардейского стрелкового полка гвардии сержант Иван Бугров 3 февраля 1944 года в бою за село Катериновка Софиевского района Днепропетровской области Украины одним из первых ворвался в траншею противника, где истребил несколько противников, одного взял в плен и захватил ценные документы. Приказом по 27-й гвардейской стрелковой дивизии от 5 марта 1944 года за мужество и отвагу, проявленные в боях, гвардии сержант Бугров Иван Гурьевич награждён орденом Славы 3-й степени.
Командир отделения взвода разведки 83-го гвардейского стрелкового полка гвардии сержант Бугров И. Г. в составе группы захвата 3-10 августа 1944 года в районе населённых пунктов Загробы и Закшев, расположенных северо-западнее польского города Демблин, первым переплыв на противоположный берег реки Пилица, огнём из автомата прикрывал переправу советских солдат. В рукопашной схватке гвардии сержант Бугров уничтожил гитлеровца, второго захватил в плен и доставил в штаб своего полка. Приказом по войскам 8-й гвардейской армии от 31 октября 1944 года за мужество и отвагу, проявленные в боях, гвардии сержант Бугров Иван Гурьевич награждён орденом Славы 3-й степени.
Командир взвода пешей разведки 83-го гвардейского стрелкового полка гвардии старшина Иван Бугров в январе 1945 года неоднократно успешно выявлял расположение огневых точек, систему заграждений на переднем крае обороны противника на берегу реки Висла в районе населённого пункта Мнишев, находящегося северо-восточнее польского города Варка. Был ранен, но поставленную перед ним боевую задачу выполнил.
Указом Президиума Верховного Совета СССР от 31 мая 1945 года за образцовое выполнение заданий командования в боях с немецко-вражескими захватчиками гвардии старшина Бугров Иван Гурьевич награждён орденом Славы 1-й степени, став полным кавалером ордена Славы.
В 1945 году И. Г. Бугров демобилизован. Вернулся в футбольную команду «Динамо». Работал в управлении «Росбакалея». С 1963 года — на пенсии. Жил в городе Челябинске. На пенсии продолжал работать во Дворце пионеров им. Н. Е. Крупской вахтёром. Скончался 11 августа 1992 года. Похоронен в Челябинске на Успенском кладбище.
Награждён орденами Отечественной войны 1-й степени, Славы 1-й, 2-й, 3-й степени, медалями. В Челябинске на фасаде дома № 41а по Свердловскому проспекту, в котором с 1968 по 1992 годы жил И. Г. Бугров, установлена мемориальная доска.
Младший брат Пётр также играл в футбол.